# Денисенко-Зубченко Дмитро

Дмитро Денисенко-Зубченко (1898 — 1970) — український військовик, майор Армії УНР. Лицар ордену «Залізного Хреста УНР».

## Життєпис
Народився 1898 року на Запоріжжі.
Активний учасник визвольної боротьби УНР — офіцер підрозділу охорони Симона Петлюри. Учасника обох Зимових Походів і герой Залізного Хреста.
На еміграції в Польщі з 1920 року, в Австралії з 1949 року — організатор українського шкільництва у діаспорі.
Помер 1970 року в Сіднеї, похований там же.
Чоловік Ніни Денисенко і батько Леоніда і Юрія.